# Sofie Andrejevna Tolstá
Sofie Andrejevna Tolstá (rusky Со́фья Андре́евна Толста́я, Sofja Andrejevna Tolstaja; 22. srpnajul./ 3. září 1844greg., Pokrovskoje-Strešňovo, dnes součást Moskvy – 4. listopadu 1919, Jasná Poljana) byla ruská spisovatelka, z poloviny německého původu, manželka spisovatele Lva Nikolajeviče Tolstého, se kterým strávila skoro padesát let.

## Život
Sofie Andrejevna Behrsová vyrůstala v Moskevském Kremlu v rodině německé národnosti. Jejího prapradědečka Hanse Behrse vyslal v 18. století pruský král jako instruktora u armády carevny Alžběty. Její otec Andrej Evstafjevič Behrs (1808–1868) byl dvorní lékař, oficiální bydliště měl v Kremlu. Matkou byla Ljubov Alexandrovna Behrsová, roz. Islavinová (1826–1886), která byla ruské národnosti. Její pradědeček z matčiny strany byl ruský státník a milenec Kateřiny Veliké Pjotr Zavadovskij. Sofie se narodila jako druhá nejstarší ze tří dcer.
V roce 1861 absolvovala Moskevskou univerzitu jako vychovatelka. Ve stejném roce bylo v Rusku zrušeno nevolnictví a v ruské inteligenci rostly naděje na liberalizaci carské říše. Když jí bylo osmnáct, požádal ji o ruku o šestnáct let starší Tolstoj, který byl rodinný přítel. Období zásnub trvalo jeden týden, 23. září 1862 se vzali v Kremlu v Katedrále Zvěstování. Sofie se vzdala svých vlastních literárních ambicí a spálila před svatbou své pokusy o psaní a deníky. Tolstoj jí zase dával číst své deníky, z nichž se dozvěděla o jeho sexuálně bujarém životě před svatbou (později tuto scénu literárně zpracoval v páté kapitole románu Anna Kareninová a v novele Kreutzerova sonáta).
Zanedlouho po sňatku začal Tolstoj psát svůj nejslavnější román Vojna a mír. Sofie ho v psaní tohoto díla podporovala. Do jeho skonu mu dělala asistentku a později byla vydavatelkou jeho díla.

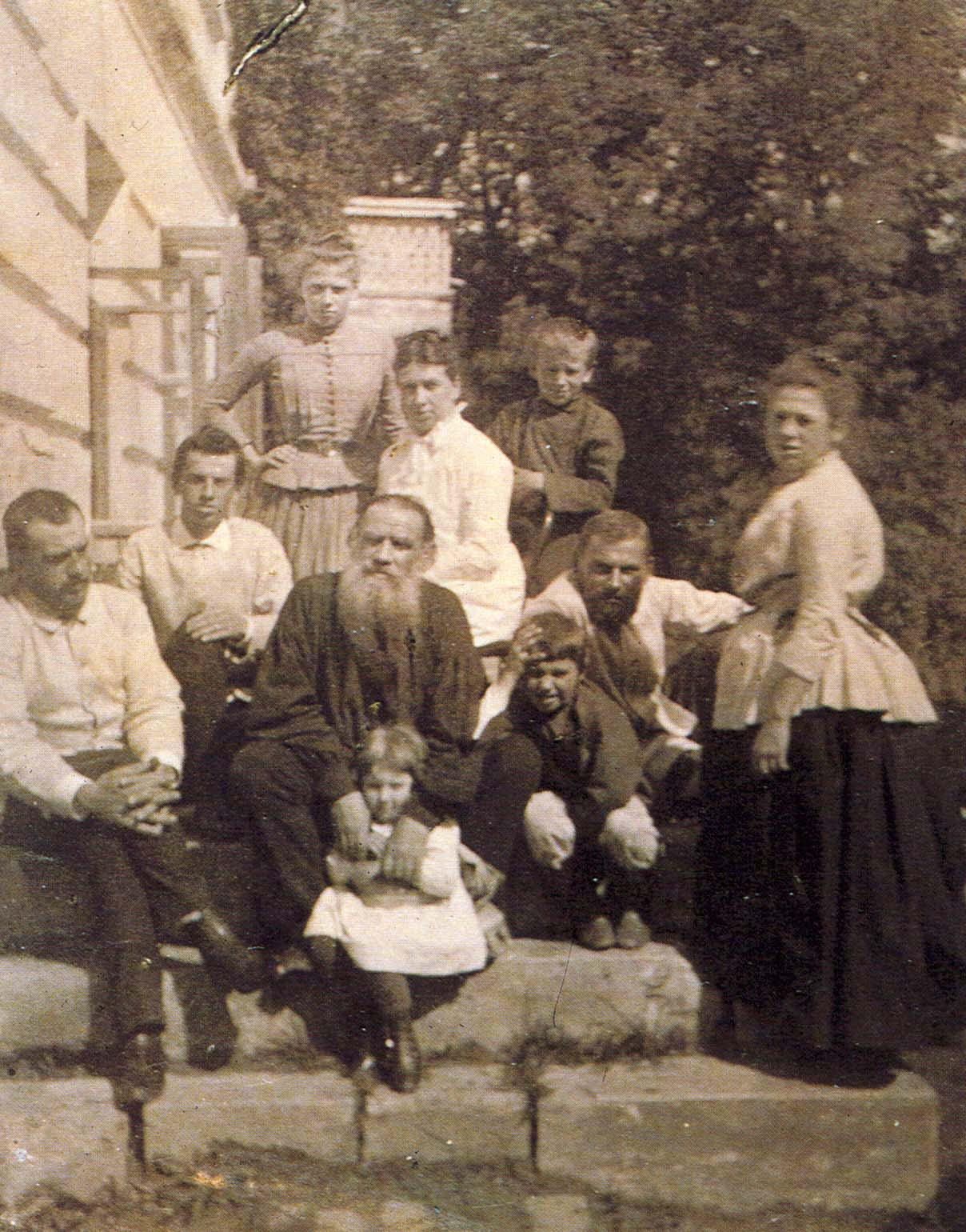
Sofie s manželem a rodinou v roce 1887

Tolstá byla šestnáctkrát těhotná, z toho třikrát potratila; odmítala antikoncepci, které v té době již byla hojně používaná.
Během vzniku románu Anna Kareninová zemřely manželskému páru tři děti a dvě tety; Sofie se dokonce vážně rozstonala, takže nemohla svému choti asistovat. Na konci roku 1880 si pár pořídil dům v Moskvě, aby umožnil dětem vzdělání ve městě.
Manželství se ocitlo v krizi, když se Tolstoj rozhodl rozdat veškerý svůj majetek. Krize vyvrcholila, když v listopadu roku 1910 Tolstoj manželku náhle opustil. Cestou vlakem se nachladil, a pak dojel do Astapova, kde po deseti dnech zemřel na zápal plic.
Sofie Tolstá pobývala na sklonku života v Jasné Poljaně. Přežila ruskou revoluci. Zemřela 4. listopadu 1919.

## Dílo
- Píseň beze slov . Z ruštiny do němčiny přeložila Ursula Keller , s doslovem Natalja Sharandak. Manesse Verlag, Curych 2010, ISBN 978-3-7175-2210-2 .
- Otázka viny . Přeložil z ruštiny do němčiny Alfred Frank. Manesse Verlag, Curych 2008, ISBN 978-3-7175-2150-1 .
- Mé manželství s Lvem Tolstým
- Vzpomínky Tolsté, vydány pod názvem Můj život.

## Galerie portrétů a fotografií Sofie Andrejevny Tolsté

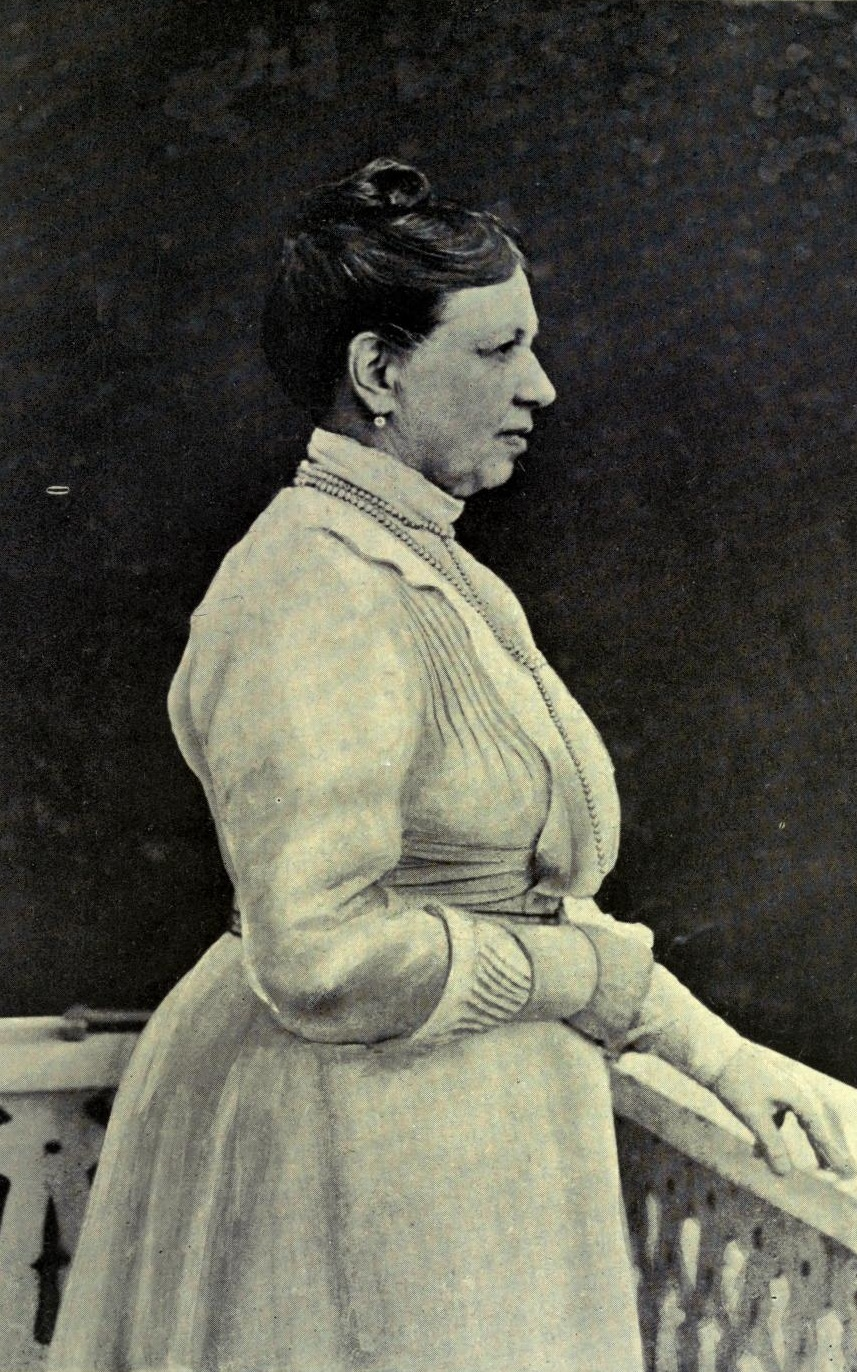
Na fotografii kolem roku 1900
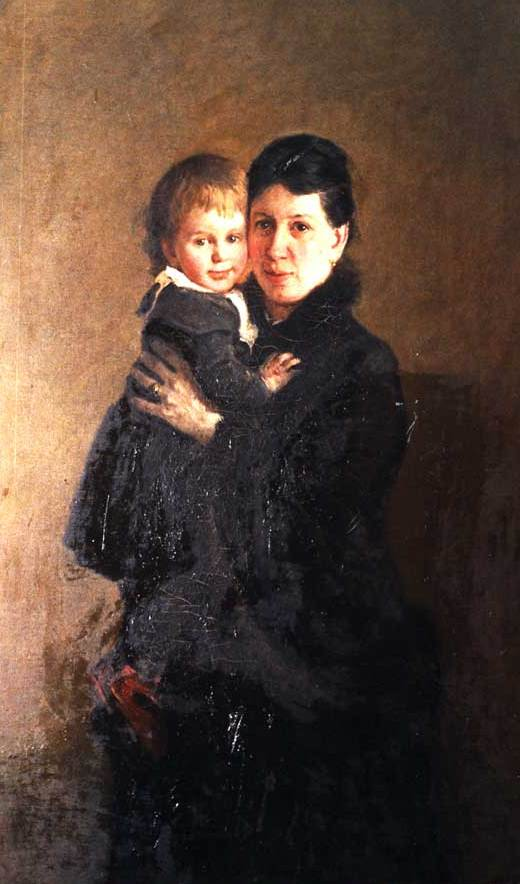
Sofie Andrejevna Tolstá s nejmladší dcerou Alexandrou
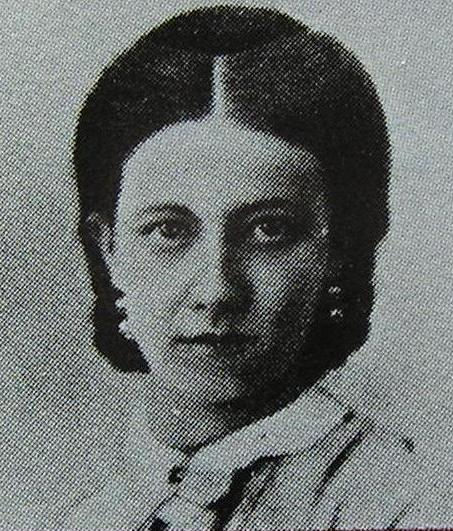
Sofie Andrejevna Tolstá na fotografii z roku 1862
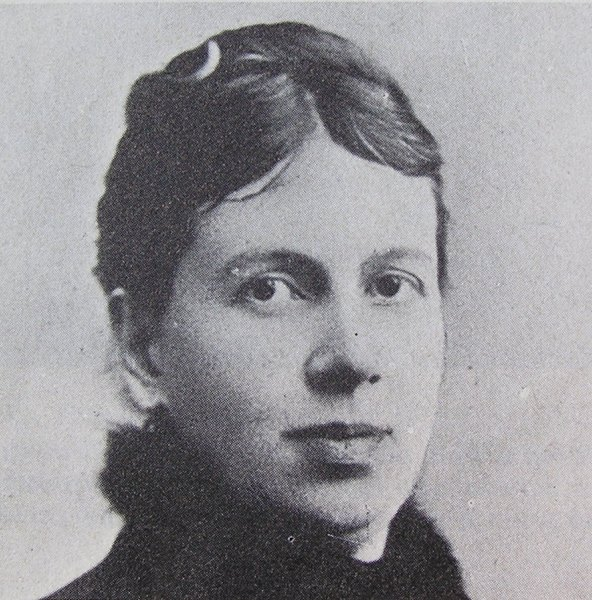
Fotografie z roku 1875
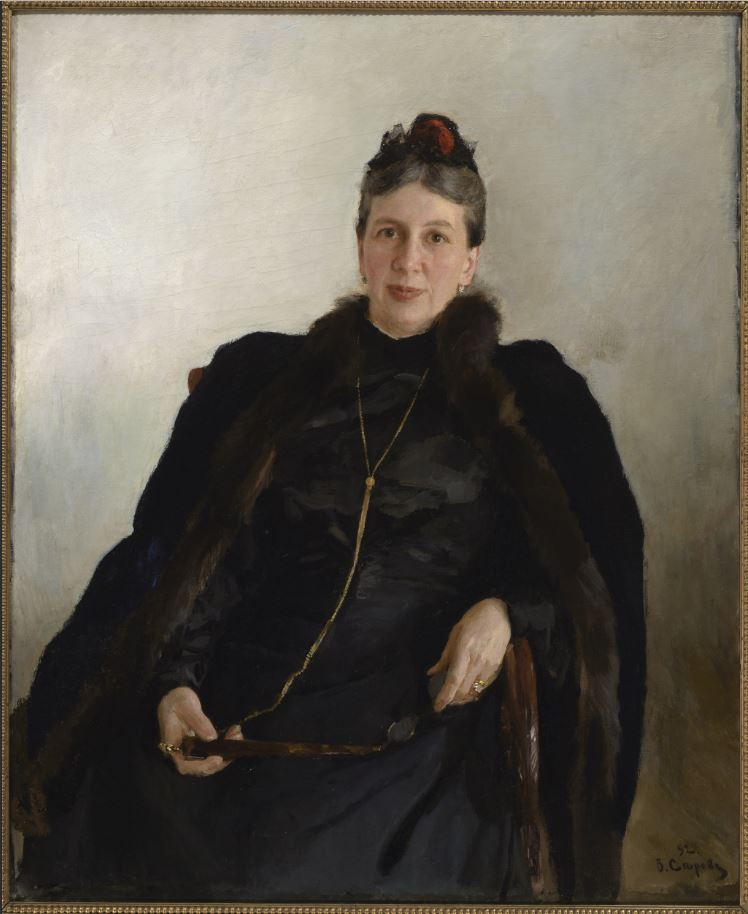
Portrét Sofie ve věku 48 let od V. Serova
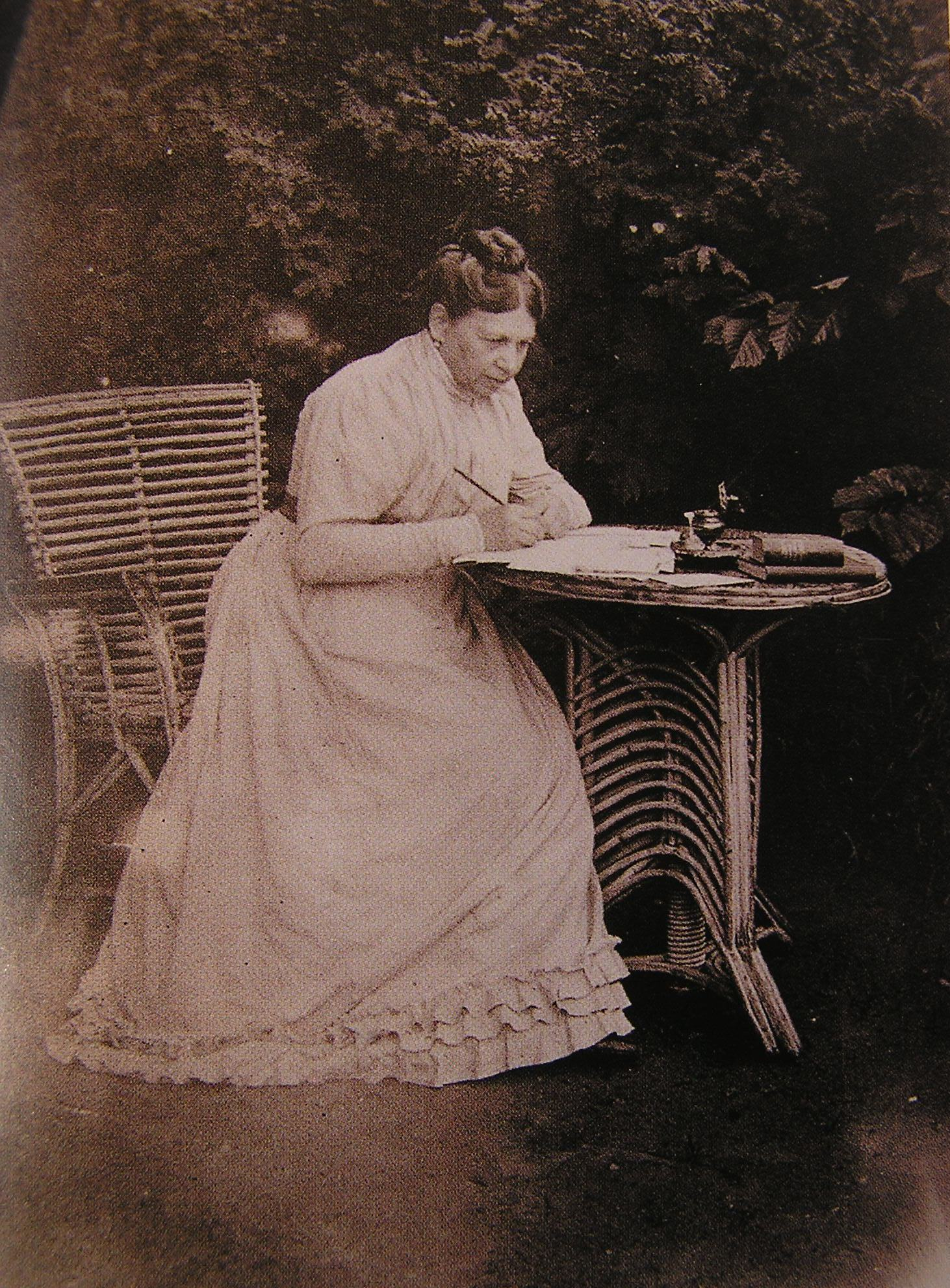
Při pracích na svých spisech a vzpomínkách kolem roku 1900

### Sofie na manželských portrétech a fotografiích

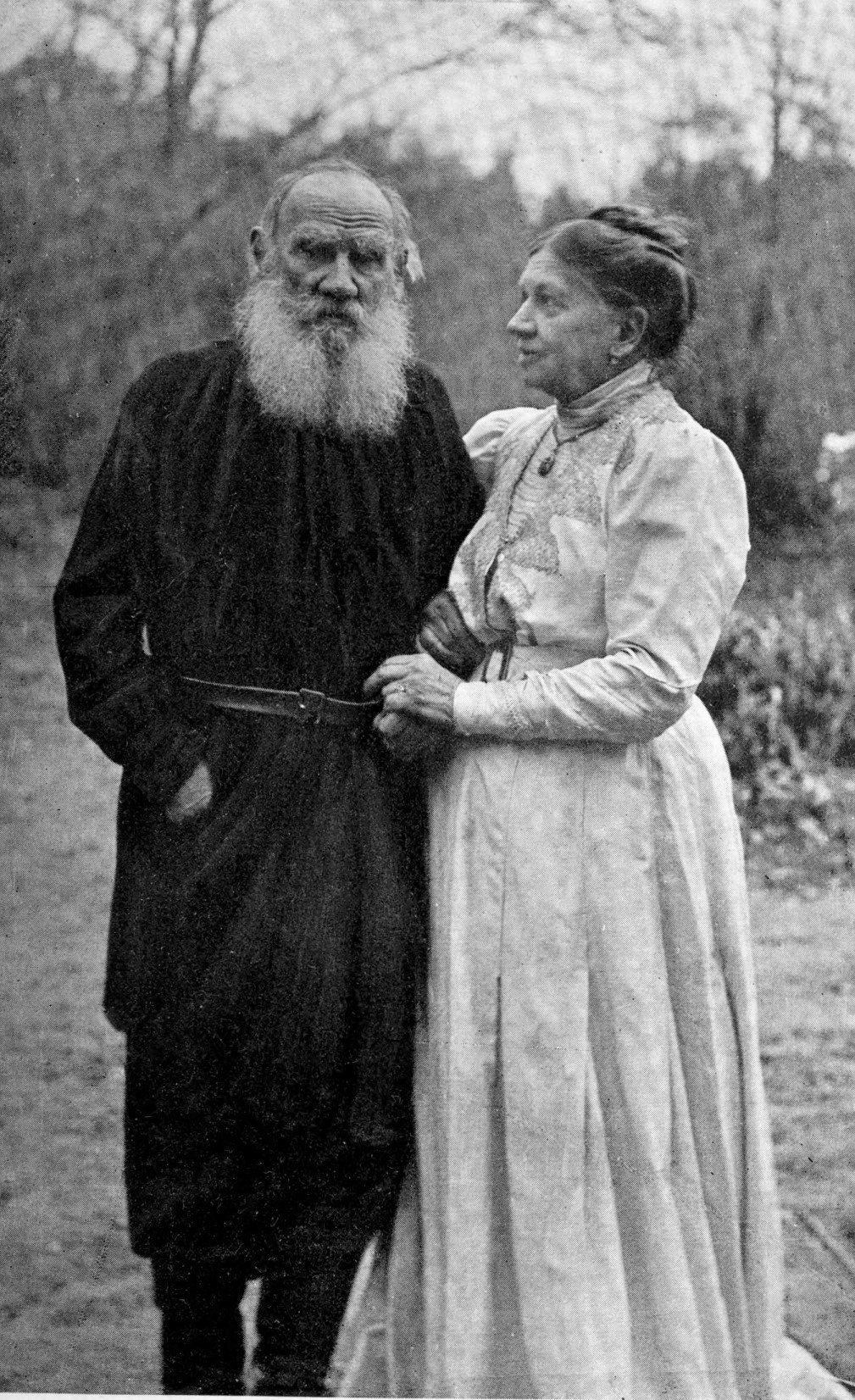
S manželem na fotografii z roku 1910
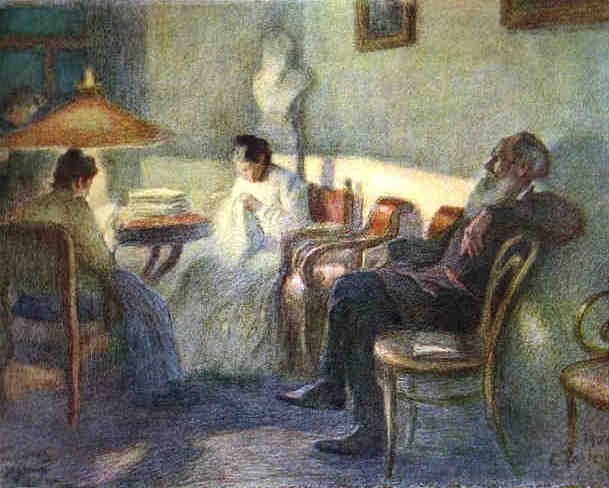
Manželský pár na portrétu Leonida Pasternaka (1902)
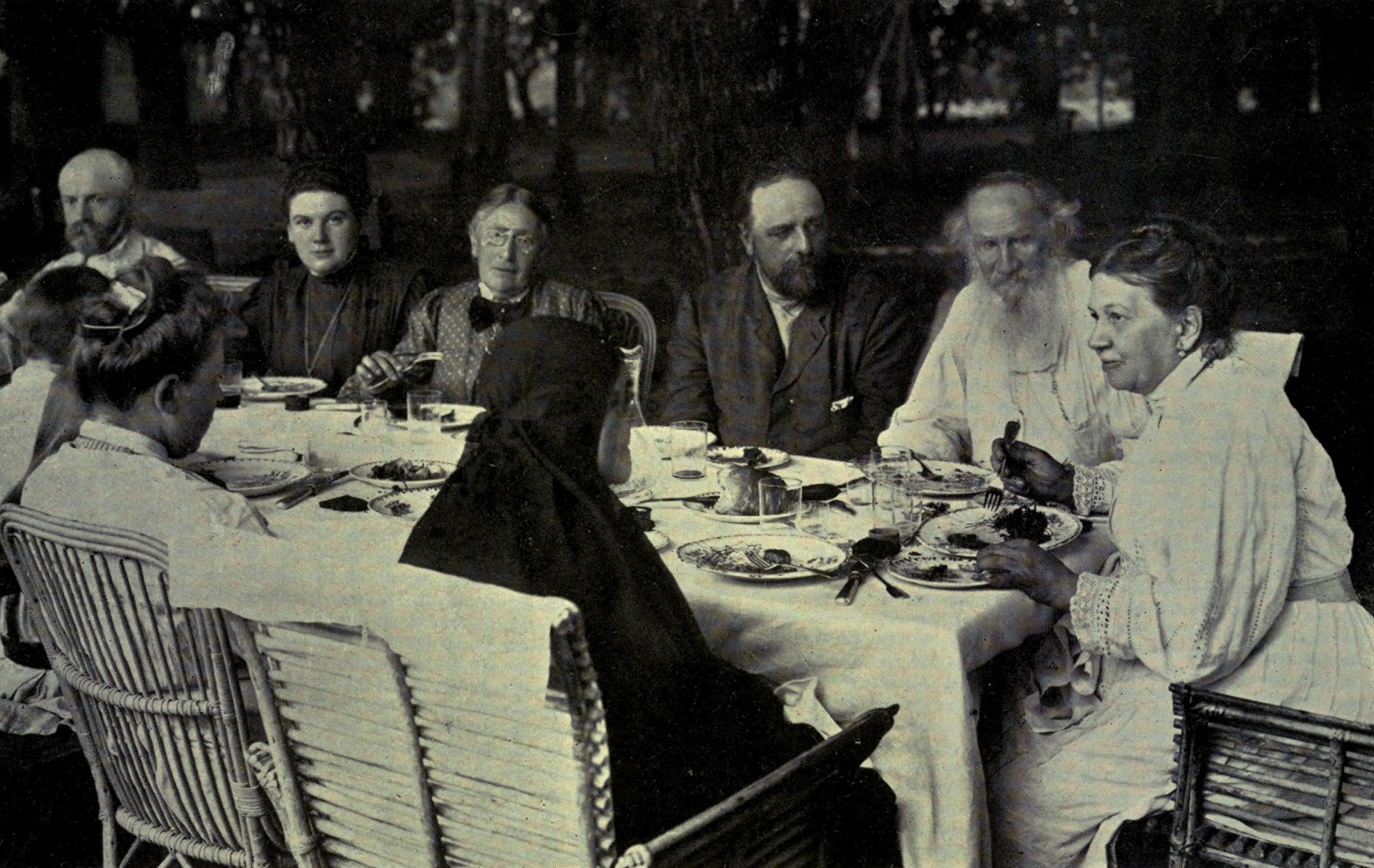
V rodinném kruhu v Jasné Poljaně
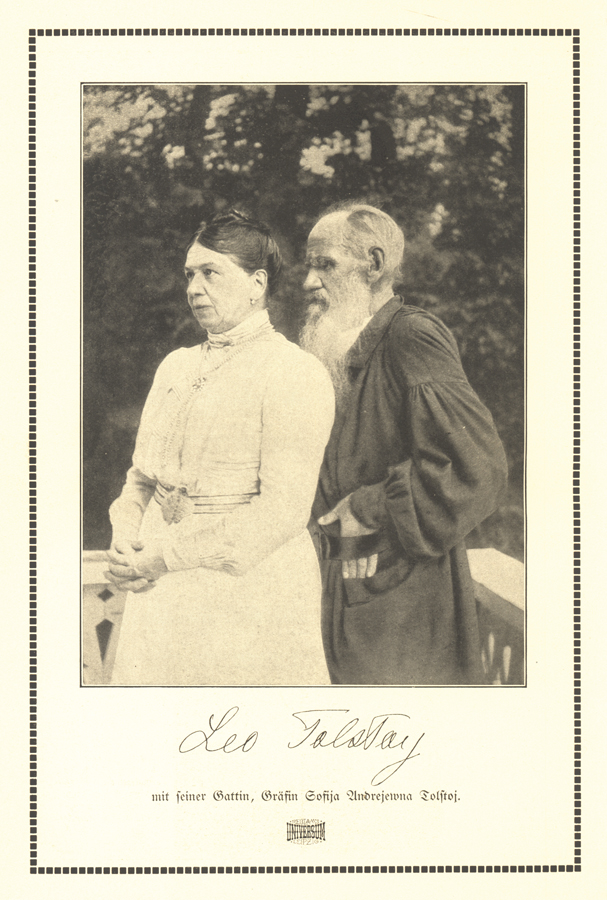
S Lvem Nikolajevičem Tolstým léta páně 1910
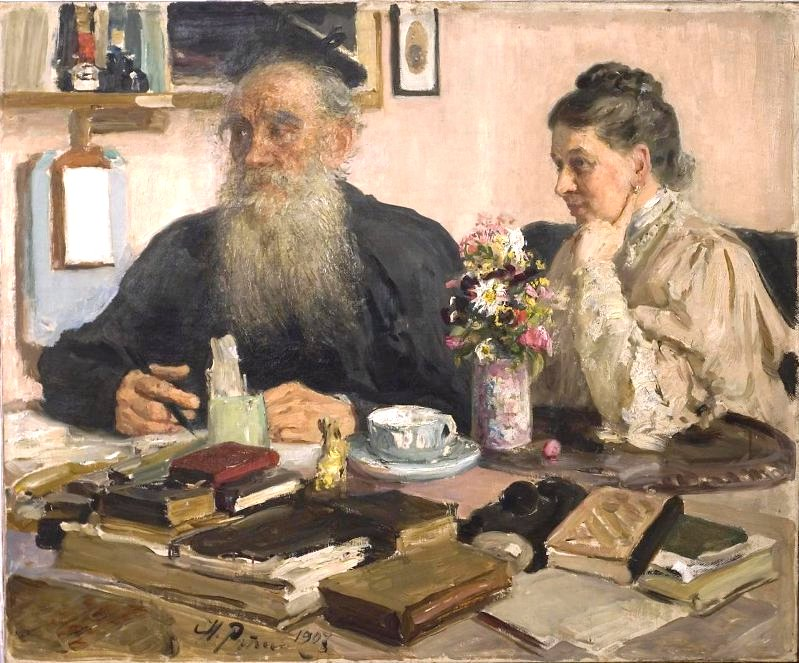
Na slavném portrétu Ilji Repina roku 1907
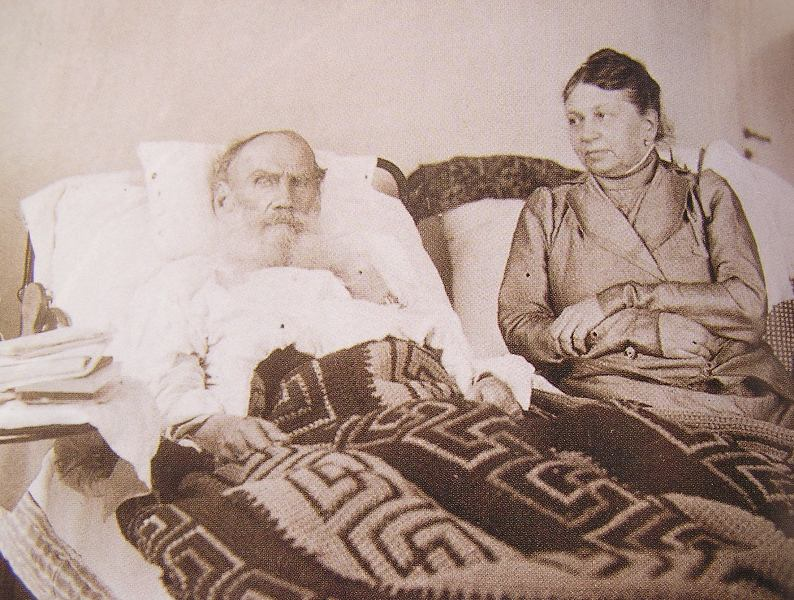
Na Krymu v květnu 1902